# Segunda División
Segunda División (Bliver også kalder La Liga 2, eller La Liga SmartBank) er den næstbedste fodboldliga i Spanien, bliver også kaldt for LaLiga2. Den består af 22 hold. Hvert år rykker tre hold op til La Liga (Primera División), og fire hold rykker ned til Primera Federación.
Segunda División er den højeste liga, hvor La Liga-reserverne kan spille.